# Alan Gow
Alan Gow (Clydebank, 9 ottobre 1982) è un ex calciatore scozzese, di ruolo centrocampista.

## Caratteristiche tecniche
Ricopre il ruolo di centrocampista offensivo.

## Palmarès

### Club

#### Competizioni nazionali
- Scottish League One: 1

Airdrie Utd: 2003-2004
- Campionato scozzese: 1

Rangers: 2008-2009
- Coppa di Scozia: 2

Rangers: 2007-2008, 2008-2009
- Coppa di Lega scozzese: 1

Rangers: 2007-2008
- Coppa della Federazione indiana: 1

East Bengal: 2012